# 新潟中央自動車学校
株式会社新潟中央自動車学校（にいがたちゅうおうじどうしゃがっこう）は、新潟県新潟市中央区にある新潟県公安委員会指定の自動車教習所を運営する企業である。新潟運輸グループの企業。

## 取扱免許
- 普通自動車（AT・MT）
- 普通自動車二種

- 準中型自動車
- 中型自動車
- 中型自動車二種

- 大型自動車
- 大型自動車二種

- 普通自動二輪車（AT・MT）
- 大型自動二輪車（AT・MT）

- 大型特殊自動車